# مركز دبي المالي العالمي
مركز دبي المالي العالمي (بالإنجليزية: Dubai International Financial Centre)‏ هو منطقة اقتصادية خاصة يقع في دبي. تغطي 110 هكتار (272 فدانا)، أنشئ في عام 2004 كمركز مالي لأسواق منطقة الشرق الأوسط وأفريقيا وجنوب آسيا. يتمتع مركز دبي المالي العالمي بنظام تنظيمي وقضائي مستقل وخاضع للتنظيم الدولي، وإطار عمل للقانون العام، وتبادل مالي عالمي، ونظام صديق للضرائب، ومجتمع أعمال كبير. تضم المنطقة مئات المؤسسات المالية، بما في ذلك صناديق الثروة والمستثمرين من القطاع الخاص، ولكنها تستضيف أيضًا الشركات متعددة الجنسيات ومنافذ البيع بالتجزئة والمقاهي والمطاعم والمساحات السكنية والمساحات الخضراء العامة والفنادق والمعارض الفنية.
مركز دبي المالي العالمي هو أحد المناطق الحرة المستقلة في دبي. يقدم للشركات ملكية بنسبة 100% دون الحاجة إلى شريك محلي. تخضع المنطقة لإطار القانون العام المتميز عن النظام القانوني لدولة الإمارات العربية المتحدة، مع صدور القوانين واللوائح باللغة الإنجليزية. يقدم مركز دبي المالي العالمي للعملاء ضمانًا لمدة 50 عامًا لعدم وجود ضرائب على دخل الشركات وأرباحها، تكمله شبكة الإمارات العربية المتحدة لاتفاقيات تجنب الازدواج الضريبي.

## دبي تحتل المركز 22 عالمياً في مؤشر المراكز المالية
احتلت دبي المرتبة الأولى إقليمياً وال 22 عالمياً في النسخة الـ 33 من مؤشر المراكز المالية العالمية لعام 2023وجاءت  دبي في المركز الأول إقليمياً والتاسع عالمياً في اللوائح الحكومية الداعمة للقطاع المالي، وحصلت  على 702 نقطة على المؤشر العام، متفوقةً بذلك على جنيف وكوبنهاغن وتورونتو ومدريد وملبورن وغيرها كمااحتلت  دبي  المركز ال 14 في إدارة الاستثمار وال 15 في الخدمات المهنية وال 15 أيضاً في بيئة الأعمال. وجاءت  في المركز ال 30 بين أهم المراكز للتكنولوجيا المالية في العالم،

## الاختصاص القضائي المستقل
يعتبر مركز دبي المالي العالمي سلطة قضائية مستقلة بموجب دستور دولة الإمارات العربية المتحدة، مع قوانينه المدنية والتجارية المتميزة عن تلك المعمول بها في دولة الإمارات العربية المتحدة ومحاكمها الخاصة. تمت كتابة قوانين ولوائح مركز دبي المالي العالمي باللغة الإنجليزية وتتفق مع القانون الإنجليزي في حالة الغموض. لدى محاكم مركز دبي المالي العالمي قضاة مأخوذون من أماكن القانون العام الرائدة بما في ذلك إنجلترا وسنغافورة وهونغ كونغ. يمتد الاختصاص المستقل لمركز دبي المالي العالمي إلى مجموعة من المجالات بما في ذلك مسائل الشركات، والقوانين التجارية والمدنية والتوظيف والصناديق الاستئمانية وقانون الأوراق المالية. يستمر تطبيق قوانين أخرى لدولة الإمارات العربية المتحدة أو إمارة دبي، مثل القانون الجنائي وأنظمة الهجرة، داخل مركز دبي المالي العالمي.
مركز التحكيم «محاكم مركز دبي المالي العالمي-محكمة لندن للتحكيم الدولي» هو مركز مستقل للتحكيم الدولي يستخدم قواعد على غرار محكمة لندن للتحكيم الدولي.
الهيئة الإدارية الرئيسية لمركز دبي المالي العالمي هي سلطة مركز دبي المالي العالمي. هيئة تنظيم الخدمات المالية هي سلطة دبي للخدمات المالية، التي تنظم سير الخدمات المالية في ومن مركز دبي المالي العالمي. تختلف سلطة دبي للخدمات المالية عن هيئة الأوراق المالية والسلع لدولة الإمارات العربية المتحدة، والتي تغطي اختصاصها دولة الإمارات العربية المتحدة الأوسع خارج حدود مركز دبي المالي العالمي.
أدى اللورد أنغوس غليني اليمين الدستورية كقاض في محكمة مركز دبي المالي العالمي بحضور الشيخ محمد بن راشد آل مكتوم في عام 2021. وبدأ القاضي الإسكتلندي بعد عام في يوليو 2022 يواجه انتقادات من محامي متقاعد. وانتقدت منظمات دولية للدفاع عن حقوق الإنسان كمنظمة العفو الدولية في أيرلندا القاضي لغض الطرف عن «الانتهاكات الفظيعة لحقوق الإنسان» التي ترتكبها الإمارات. بدأ اللورد غليني في التعرض للانتقاد بعد الاستقالات المتتالية للقضاة الأيرلنديين السابقين من محكمة مركز دبي المالي العالمي. واستقال رئيس المحكمة العليا الأيرلندية السابق القاضي فرانك كلارك والرئيس السابق للمحكمة العالية الأيرلندية القاضي بيتر كيلي في غضون أيام من أداء اليمين الدستورية في محكمة مركز دبي المالي العالمي بعد انتقادات من المحامية وزعيمة حزب العمال الأيرلندي إيفانا باسيك.

## مركز مالي دولي
تعتبر طلبات الترخيص من المؤسسات المالية في القطاعات. تقدم الوحدات مزايا مثل ضريبة 0% على الدخل والأرباح، وملكية أجنبية بنسبة 100%، ولا توجد قيود على الصرف الأجنبي أو تحويل رأس المال/الأرباح، والدعم التشغيلي وتسهيلات استمرارية الأعمال.
أحد العناصر الرئيسية للمركز هو البورصة المالية الخاصة التي افتتحت في سبتمبر 2005 باسم بورصة دبي المالية العالمية ولكن تم تغيير علامتها التجارية إلى ناسداك دبي في عام 2008.
ساعات التداول في ناسداك دبي من 10:00 صباحًا إلى 2:00 مساءً (06:00 صباحًا إلى 10:00 صباحًا بتوقيت غرينيتش)، من الأحد إلى الخميس.
تشمل الشركات المدرجة في بورصة ناسداك دبي الأسهم العادية المدرجة من قبل موانئ دبي العالمية إلى جانب «ديبا». كان إطلاق سوق الأوراق المالية لموانئ دبي العالمية هو الأكبر على الإطلاق في الشرق الأوسط وجمع 4.96 مليار دولار. تمت زيادة الاكتتاب 15 مرة، وهي واحدة من أكثر الشركات قيمة في منطقة الشرق الأوسط.
تخضع ناسداك دبي لرقابة سلطة دبي للخدمات المالية.

## مركز دبي المالي العالمي للتكنولوجيا المالية
في أبريل 2017، أعلن مركز دبي المالي العالمي عن مبادرته لتسريع نمو التكنولوجيا المالية في المنطقة. وعلق عارف أميري، الرئيس التنفيذي لمركز دبي المالي العالمي قائلاً: «سوف تقوم مركز التكنولوجيا المالية»FinTech Hive«في مركز دبي المالي العالمي بربط المبتكرين في تكنولوجيا الخدمات المالية بالبنوك والمؤسسات المالية ومقدمي الخدمات ضمن نظامنا البيئي الديناميكي في مركز دبي المالي العالمي». تقتضي الخطة أن يقدم 10 مطورين مشاركين منتجاتهم لأصحاب رؤوس الأموال. وفقًا ل "FinTech Middle East"، لعب دورًا مهمًا في سوق التكنولوجيا المالية الناشئة في الإمارات العربية المتحدة. ومن بين اللاعبين الجدد من الأسواق الناشئة، أشار المصدر إلى شركات «بريدج» و «ديموكراين» و «بيهايف» كأمثلة.
تم الإعلان كذلك عن شركاء التكنولوجيا فيسبوك و «إنفاستنت|يودلي».
في 22 يناير 2020، أعلن مركز دبي المالي العالمي للتكنولوجيا المالية عن إطلاق برنامج تسريع بدء التشغيل للشركات الناشئة في مجال التكنولوجيا المالية في منطقة الشرق الأوسط وأفريقيا وجنوب آسيا تحت اسم "FinTech Hive Scale Up Programme".

## الفنادق
يضم مركز دبي المالي العالمي ثلاثة فنادق تتبع كلا من: «ريتز كارلتون» و «والدورف أستوريا» و «فور سيزونز».

## المعارض الفنية
مركز دبي المالي العالمي هو أيضًا موطن للعديد من المعارض الفنية التي تعرض الفن المحلي والعالمي:
تعرض صالات العرض أعمال فنانين من الشرق الأوسط والعالم، وكثيراً ما تستضيف الأحداث لتقديم أعمال جديدة لفنانين مختلفين. تعمل بعض المعارض المذكورة أعلاه أيضًا كمزادات.

## المطاعم والمقاهي
يوجد أكثر من 100 مقهى ومطعم في المركز، يضم سلاسل محلية ودولية؛ تشمل مجموعة المطاعم كل شيء من مطاعم الوجبات السريعة إلى خيارات الأكل الفاخر. يمكن العثور على مجموعة متنوعة من المأكولات.

## التسوق
توجد داخل مركز دبي المالي العالمي مجموعة متنوعة من متاجر البيع بالتجزئة والمتاجر الصغيرة جنبًا إلى جنب مع منافذ خدمات الأعمال:
في عام 2018، تم افتتاح توسعة مركز التسوق «غايت آفينيو» للجمهور الذي يضم 185 مفهومًا إضافيًا للبيع بالتجزئة وتناول الطعام والأزياء ونمط الحياة.

## مباني مهمة

ذا ريتز كارلتون

- بناية برج ضمان
- البوابةذا ريتز كارلتون
- برج مركز دبي المالي العالمي
- أبراج الإمارات المالية
- بيت الحرية
- ذا ريتز كارلتون
- سكاي جاردنز
- المؤشر
- أبراج بارك

## جوائز وتقييمات
في عام 2023 حصلت مجموعة المباني التابعة لمركز دبي المالي العالمي، على 15 شهادة للريادة في تصميمات الطاقة والبيئة LEED الصادرة عن المجلس الأمريكي للمباني الخضراء حيث حصل مبنى البوابة على التصنيف البلاتيني للريادة في تصميمات الطاقة والبيئة LEED، و حصل 14 مبنى آخر من مباني المركز على التصنيف الذهبي LEED Gold لتميزها في اعتماد ممارسات الأبنية الخضراء.

## وصلات خارجية
- الموقع الرسمي